# Eriocaulon arenicola
Eriocaulon arenicola är en gräsväxtart som beskrevs av Nathaniel Lord Britton och John Kunkel Small. Eriocaulon arenicola ingår i släktet Eriocaulon och familjen Eriocaulaceae. Inga underarter finns listade i Catalogue of Life.